# Хронология Ташкента
Ниже приводится хронология города Ташкента, Узбекистан.

## До XIX века
- 713 - 892 годы — область Шаш (или Чач) в составе Арабского халифата (исламизация)
- 819 год — основание города Яхья ибн Асадом (в районе Чорсу - Ходра - Эски-Джува)
- конец X века — стал частью владений государства Караханидов
- 998 - 999 годы — Ташкентский оазис отошел к караханиду Ахмаду ибн Али
- 1177 - 1178 годы — образовалось отдельное ханство в Ташкентском оазисе
- начало XIII века — входил в состав государства Хорезмшахов-Ануштегинидов
- 1220 год — был разрушен ордами Чингисхана
- XIV - XV века — входил в состав империи Тимура
- XVI век — управляла династия Шейбанидов
- 1513 год — Суюнчходжа-хан отразил нападение на Ташкент Касым-хана
- 1570 год — построено медресе Кукельдаш
- 1598 - 1723 годы - находился в составе Казахского ханства[1]
- 1683-1684 захват джунгарами Ташкента
- 1612 год — Ялангтуш Бахадур во главе войск бухарского хана аштарханида Имамкули-хана захватил Ташкент[2]
- 1784 год — Юнус Ходжа создал независимое Ташкентское государство (до 1808 года)

## XIX век
- 1808 - 1865 — в составе Кокандского ханства
- 1865 год
  - взятие города русскими войсками под руководством генерала Черняева М.Г.
  - к востоку от старого города строится крепость и новая часть города
  - Ташкент входит в состав Российской империи
- 1867 года — является главным городом Сырдарьинской области и Туркестанского генерал-губернаторства и центром Ташкентского уезда
- 1874 года — был запущен городской водопровод[3]
- 1892 год — в Ташкенте произошёл холерный бунт
- 1898 год — завершение строительства железной дороги Красноводск-Бухара-Самарканд-Ташкент

## XX век
- 1905 год — усилиями боевой дружины из 80 человек была сорвана попытка еврейского погрома[4]
- 1906 год — завершение строительства железной дороги Оренбург-Ташкент
- 1914 год — организовано Ташкентское военное училище
- 1917 год
  - попытка силового захвата власти представителями Совета солдатских и рабочих депутатов и Временного революционного комитета, а месяцем позже
  - вооружённый захват власти в Ташкенте коалицией левых эсеров и большевиков
  - переход власти к Советам солдатских и рабочих депутатов
- 1918 - 1924 годы — столица Туркестанской АССР
- 1919 год — поднят контрреволюционный мятеж под руководством военного министра Туркестанской республики Константина Осипова.
- 1924 год — в результате национально-территориального размежевания Ташкент вошел в состав Узбекской ССР
- 1930 - 1991 годы — столица Узбекской ССР
- 1941 год, 20 ноября — начало работы авиастроительного предприятия, эвакуированного из г. Химки Московской области, в последствии — Ташкентское авиационное производственное объединение имени В. П. Чкалова (до 2014 года)
- 1943 год — основана Академия наук Узбекской ССР[5]
- 1966 год, 26 апреля — Ташкентское землетрясение
- 1968 год — территория Ташкента была увеличена за счёт включения в состав города Карасуйского района
- 1973 год — трагедия на канале Актепе
- 1977 год — впервые в Средней Азии было открыто метро в Ташкенте[6]
- 1983 год, сентябрь — празднование 2000-летия Ташкента
- 1991 год — стал столицей независимого Узбекистана и центром Ташкентского вилоята
- 1999 года — масштабный террористический акт

## XXI век
- 2009 год, сентябрь — празднование 2200-летия Ташкента
- 2009 год, ноябрь — вырубка деревьев в сквере Амира Тимура
- 2010 год — прекращено троллейбусное движение[7]
- 2014 год — построена мечеть Минор
- 2016 год — прекращено трамвайное сообщение[8]